# Elaeagnus schlechtendalii
Elaeagnus schlechtendalii — вид квіткових рослин з родини маслинкових (Elaeagnaceae). Поширення: Індія (Ассам), Китай (Гуансі).

## Біоморфологічна характеристика
Це вічнозелений прямовисний кущ ≈ 1 м заввишки. Колючки відсутні; старі гілки голі, блискучі; молоді гілки густо-коричневі лускаті. Ніжка листка 3–5 см, коричнево луската; листова пластинка вузько еліптична або ланцетна, 3–5.5 × 0.8–1.4 см, знизу густо сріблясто-луската, бічних жилок 3–5 з кожного боку середньої жилки, непомітні на обох поверхнях, основа тупа, край цільний, верхівка тупа. Квітки по 1–4 в пазухах. Квітконіжка сірувато-біла, 2–3 мм. Квітки пониклі, сріблясто-білі, зовні сріблясто лускаті. Трубка чашечки чашоподібна, дзвонова, злегка 4-ребриста, 3–4 мм; частки еліптично-трикутні, приблизно такої ж довжини, як і трубка, всередині біло лускаті та зірчасті, верхівка тупа. Кістянка широко еліпсоїдна, ≈ 1.2 см, іржаво-луската. Цвітіння: листопад і грудень; плодіння: лютий і березень.